# Bert Roesems
Bert Roesems (født 14. oktober 1972) er en belgisk tidligere professionel cykelrytter.